# Edipresse
Edipresse est une entreprise suisse active dans les médias et l'immobilier et basée à Lausanne.

## Historique

### Société de la Feuille d'avis de Lausanne et des Imprimeries réunies
La Société de la Feuille d'Avis de Lausanne et des Imprimeries réunies, l'ancêtre d'Edipresse, est fondée en 1906 par Paul Allenspach, éditeur du quotidien La Feuille d’avis de Lausanne, et par deux imprimeurs, Jules Corbaz et Charles Viret-Genton. La société est rejointe par un autre imprimeur, Georges-Antoine Bridel, en 1910. Une année plus tard, la société rachète la Tribune de Lausanne. En 1914, ce titre est enrichi d'une édition dominicale, La Tribune-Dimanche.
En 1925, la Société est rachetée par une holding nommée Lousonna détenue par Charles Petru, Jaques Lamunière (1890-1952) et Samuel Payot (1885-1953). Le nombre de publications est progressivement augmenté, tandis que les imprimeries sont modernisées. En 1950, Marc Lamunière prend la direction administrative de la Société de la Feuille d'avis de Lausanne et des Imprimeries réunies puis, en 1952, à la suite du décès de son père Jaques, la direction générale,.
En 1964, la Tour, construite par l'architecte Jean-Marc Lamunière, cousin de Marc, est inaugurée à Lausanne pour abriter les employés de la Feuille d'avis de Lausanne et des Imprimeries réunies,. En 1972, La Feuille d'avis de Lausanne prend le nom de 24 Heures, nom que ce journal porte encore actuellement, tandis que La Tribune de Lausanne devient La Tribune-Le Matin et La Tribune-Dimanche, Le Matin Dimanche,. La même année, Edipresse reprend Le Sillon romand, un hebdomadaire dédié au monde paysan qui deviendra Terre & Nature en 2009.

### Edipresse
En 1982, la holding Lousonna vend la partie de ses activités liées à la presse à Marc et Pierre Lamunière. Cette nouvelle entreprise est nommée Edipresse SA. En 1984, La Tribune de Lausanne change de nom et devient Le Matin. Six ans après la création d'Edipresse, en 1988, la société anonyme est transformée en holding.
En 1986, Pierre Lamunière succède à son père Marc à la direction générale du groupe et lance sa politique d'expansion, tant en Suisse que, dès les années 1990, à l'étranger. Dans les années 1980, l'entreprise exerce en effet ses activités — édition de journaux et de magazines, imprimerie — exclusivement sur le marché suisse. En 1986, elle crée les magazines Femina et Télé-Top-Matin, qui deviennent des suppléments du Matin Dimanche. En 1989, elle lance Bilan, une édition en français du magazine économique alémanique Bilanz, propriété du groupe Jean Frey SA. Une année plus tard, elle achète le magazine de voyage Animan à Daniel Quinzani qui l'avait créé en 1981.
En 1991, elle crée une société financière commune avec Publicitas, contrôlée à 75% par Edipresse, qui reprend les journaux romands de Publicitas. Edipresse acquiert ainsi 95 % du capital de la Tribune de Genève, ainsi que 40 % du Démocrate de Delémont, et 20 % de Rhône Médias, l'éditeur du Nouvelliste,. À la suite du rachat de La Tribune de Genève, Edipresse contrôle quatre des dix-sept quotidiens de Suisse romande et 47 % du lectorat de ces dix-sept quotidiens. La même année, elle lance, en partenariat avec Ringier et le quotidien français Libération, le Nouveau Quotidien. En 1994, à la suite de la faillite du journal La Suisse appartenant au groupe Sonor, Edipresse achète à cette dernière pour 4 000 000 francs suisses les droits exclusifs sur le titre et le logo du journal. En 1995, elle est l'entreprise la plus rentable de Suisse au niveau de la rentabilité des capitaux propres.
En 1997, le groupe crée une division spécifique pour ses activités en Suisse, Edipresse Suisse. En 1998, lorsque ce dernier fusionne avec le Journal de Genève pour former Le Temps, Edipresse prend 47,5 % des parts du nouveau journal. Une année plus tard, il rachète 45 % des parts du Journal de Morges. En 2001, Edipresse vend le magazine Animan, acheté une dizaine d'années auparavant, à Marcel Pasche, directeur adjoint d'Edipresse proche de la retraite. En 2003, il prend le contrôle du groupe Corbaz qui édite La Presse Riviera Chablais et La Presse Nord Vaudois. En 2005, Edipresse lance un quotidien gratuit, Le Matin bleu, premier du genre en Suisse romande.

### Expansion hors de Suisse
Les années 1990 sont également marquées par l'expansion d'Edipresse hors de Suisse, notamment dans le sud et l’est de l’Europe. En 1990, l'entreprise rachète le groupe de presse espagnol Hymnsa. Deux ans plus tard, elle prend une participation majoritaire dans le groupe de presse portugais Projornal. En automne de la même année, il reprend également l'hebdomadaire Tal & Qual et crée peu après un hebdomadaire d'informations, Visão. En 1995, elle rachète, conjointement avec la Basler Zeitung, un groupe de presse polonais. En 2000, 40 % du chiffre d'affaires d'Edipresse est réalisé hors de Suisse, dont la moitié en Espagne. Dès 2005, Edipresse s’implante également sur plusieurs marchés asiatiques.

### Reprise d'Edipresse suisse par Tamedia
En mars 2009, Edipresse annonce que ses activités suisses seront progressivement intégrées à celles du groupe Tamedia (dont Edipresse devient actionnaire). Elle internalise également la gestion des annonces publicitaires dans ses quotidiens, activité jusque-là confiée au groupe Publicitas. En septembre de la même année, Le Matin bleu, propriété d'Edipresse, et 20 Minutes, propriété de Tamedia, fusionnent en gardant le nom de 20 Minutes. Parallèlement, Edipresse licencie une centaine de personnes à la suite de la baisse des recettes publicitaires.
En novembre 2009, elle vend ses parts dans le groupe Rhône Média, une participation que Tamedia ne souhaite pas reprendre, à l'actionnaire principal de Rhône Média, Jacques Lathion. Dans la même logique, elle se sépare en 2012 de l'hebdomadaire Terre & Nature qu'elle cède à l'éditeur Gassmann, basé à Bienne.
La fusion avec Tamedia est effective en avril 2011 et Edipresse Suisse devient Tamedia Publications romandes,. Le reste du groupe Edipresse quitte la bourse suisse en 2011, et a déclenché en 2012 une procédure de fusion par offre publique de retrait. Cette procédure s'est terminée en octobre 2013 et Edipresse est depuis une entreprise entièrement familiale, aux mains de la famille Lamunière[réf. nécessaire].

## Sources
- Fonds : Édipresse Publications SA (1763-2015) [328,25 mètres linéaires].  Cote : CH-000053-1 PP 886. Archives cantonales vaudoises (présentation en ligne).